# Zamknięty rozdział
Zamknięty rozdział – album polskiego piosenkarza i kompozytora Wojciecha Młynarskiego. Wydawnictwo ukazało się nakładem wytwórni muzycznej Soliton.  Płyta otrzymała nominację do nagrody Fryderyków 2003

## Lista utworów
1. Sygnał
2. Zapowiedź
3. Odpocznijmy trochę od Gołasa
4. Zapowiedź
5. Lubię wrony
6. Zapowiedź
7. Tango carewicz
8. Zapowiedź
9. Ballada o przeszkoleniu kamerzystów
10. Zapowiedź
11. Ballada o bezrybiu
12. Zapowiedź
13. Jak należy rozpocząć cyrkowe przedstawienie
14. Zapowiedź
15. Ballada o strachu na wróble
16. Zapowiedź
17. Piosenka tonącego
18. Zapowiedź
19. Tupnął książę
20. Zapowiedź
21. W miejskim teatrzyku lalek
22. Zapowiedź
23. Zdzisio po latach
24. Zapowiedź
25. W nieciekawych czasach
26. Zapowiedź
27. Rozmowa z księżycem
28. Zapowiedź
29. Przetrwamy
30. Zapowiedź
31. Prezydent, prawdziwy Polak
32. Nowa jElita